# Regeringen Atli Dam III
Atli Dams tredje regering var Færøernes regering fra den 23. januar 1979 til den 5. januar 1981. Den var en videreførelse af samarbejdet mellem Javnaðarflokkurin (JF), Tjóðveldisflokkurin (TF) og Fólkaflokkurin (FF) fra Atli Dams anden regering, også denne gang ledet af Atli Dam (JF). Dannelsen af Dams tredje regering kom som følge af lagtingsvalget 1978, men koalitionen fik ikke flertal ved lagtingsvalget 1980, og måtte gå af til fordel for Pauli Ellefsens regering.
|                                                    | Minister               | Parti | Fra             | Til            |
| -------------------------------------------------- | ---------------------- | ----- | --------------- | -------------- |
| Lagmand                                            | Atli Dam               | JF    | 23. januar 1979 | 5. januar 1981 |
| Ministerium                                        | Minister               | Parti | Fra             | Til            |
| Sundheds-, social- industri- og justitsministeriet | Vilhelm Johannesen     | JF    | 1979            | 5. januar 1981 |
|                                                    | Jacob Lindenskov       | JF    | 23. januar 1979 | 1979           |
| Fiskeri- og kommunalministeriet                    | Heðin M. Klein         | TF    | 23. januar 1979 | 5. januar 1981 |
| Trafik-, og skoleministeriet                       | Hergeir Nielsen        | TF    | 23. januar 1979 | 5. januar 1981 |
| Finansministeriet                                  | Demmus Hentze          | FF    | 23. januar 1979 | 5. januar 1981 |
| Handels-, landbrugs- og skoleministeriet           | Dánjal Pauli Danielsen | FF    | 23. januar 1979 | 5. januar 1981 |